# كريس زاكاري
كريس زاكاري (بالإنجليزية: Chris Zachary)‏ هو لاعب كرة قاعدة أمريكي، ولد في 19 فبراير 1944 في نوكسفيل في الولايات المتحدة، وتوفي بنفس المكان في 19 أبريل 2003 بسبب سرطان.

## وصلات خارجية
- كريس زاكاري على موقع دوري كرة القاعدة الرئيسي (الإنجليزية)
- كريس زاكاري على موقعبيزبول رفرنس.كوم (الدوري الرئيسي) (الإنجليزية)
- كريس زاكاري على موقعبيزبول رفرنس.كوم (الدوري الثانوي) (الإنجليزية)
- كريس زاكاري على موقع إي إس بي إن.كوم (أم.أل.بي) (الإنجليزية)
- كريس زاكاري على موقع مشجعي الرسوم البيانية (الإنجليزية)